# Ayaan Ali Khan

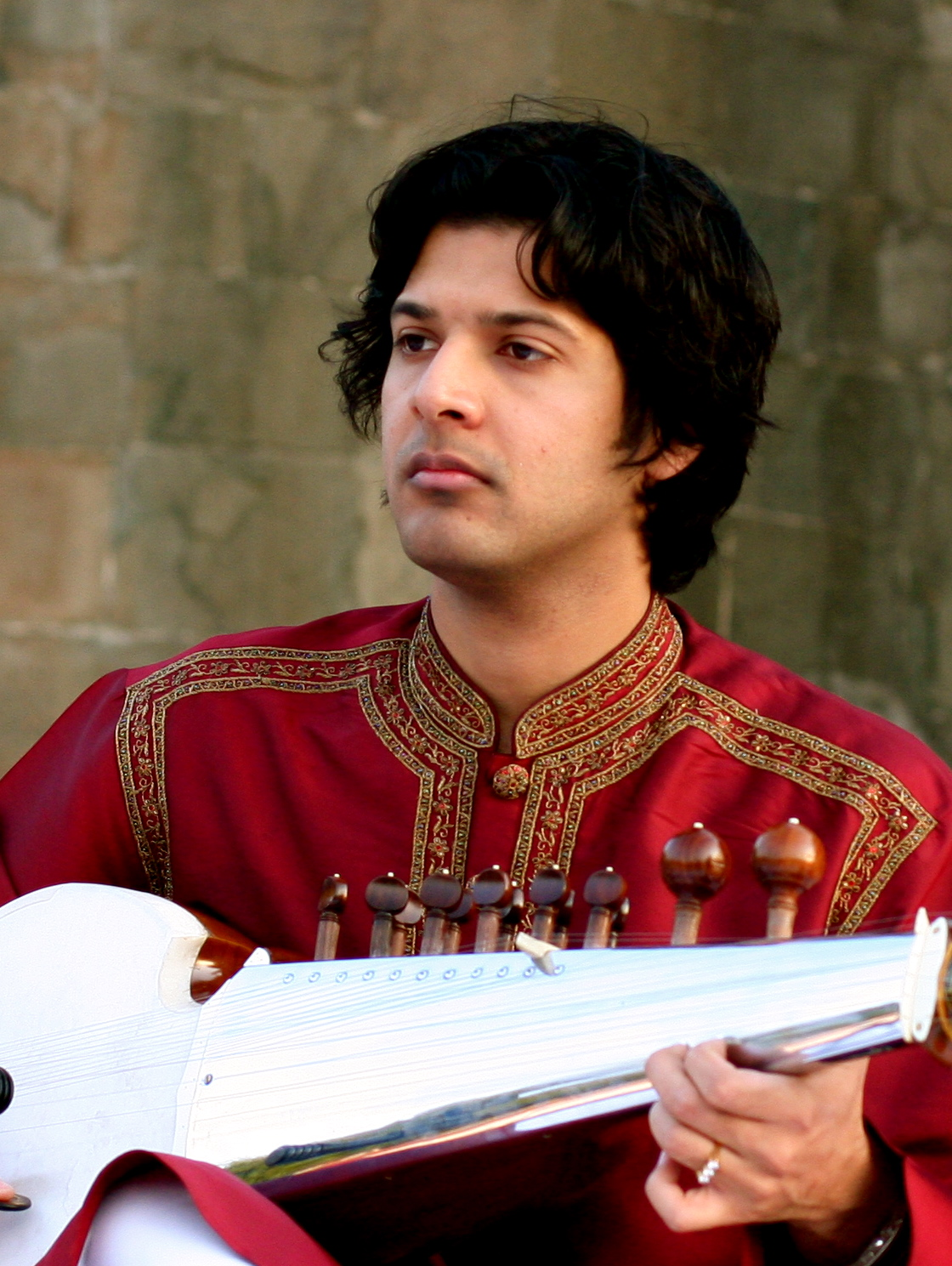
Khan in Pune (2007)

Ayaan Ali Khan (ursprünglich: Bangash; * 5. September 1979 in Delhi, Indien) ist ein indischer Sarodmusiker.

## Leben und Karriere
Khan ist der Sohn des Sarodmusikers Amjad Ali Khan und der Tänzerin Subhalakshmi Barua Khan, er hat einen älteren Bruder.
Im Jahre 1997 hatte Khan zusammen mit seinem Vater und seinem Bruder einen Auftritt in der Carnegie Hall. Zwei Jahre später veröffentlichte er sein erstes Album. Das im Jahre 2005 coproduzierte Album „Moksha“ wurde für einen Grammy nominiert.
Khan ist mit Neema Sharma seit 2008 verheiratet und gehört dem muslimischen Glauben an.

## Diskografie
| - 1999: Raga Bageshwari - 2000: Footsteps - 2002: Raga Shree - 2005: Sonata - 2005: Chords of Devotion | - 2002: Raga Puriya Kalyan, Rageshwari - 2006: Strings Attached - 2006: Reincarnation - 2006: Mystic Dunes - 2007: Truth - 2007: Passion - 2007: Dreamz | - 2000: Sarod Ghar - 2001: Sarod Maestro Amjad Ali Khan - 2002: Sarod for Harmony (Live) - 2005: Moksha - 2006: Sarod Trilogy - 2007: Remembering Mahatma Gandhi |